# Domo-kun

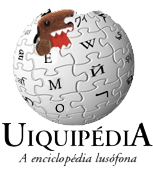
Caricatura del logo di Wikipedia con Domo-kun

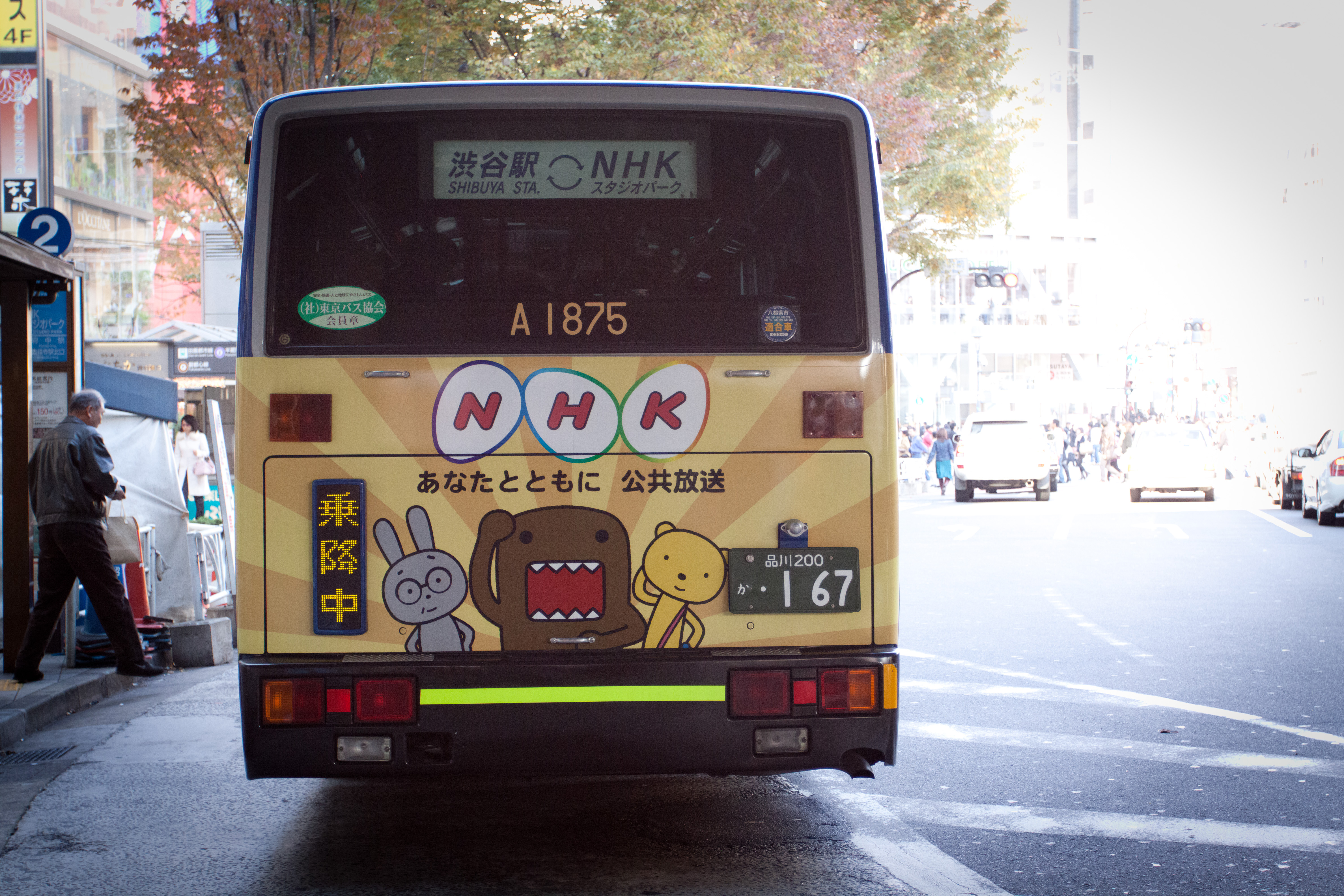
Pubblicità su un autobus che raffigura Domo-kun.

Domo-kun (どーもくん?, Dōmo-kun), anche riportato con la grafia Domokun e spesso abbreviato Domo, è la mascotte ufficiale dell'emittente pubblica giapponese NHK.

## Storia
Domo-kun è apparso per la prima volta in brevi sketch televisivi in stop-motion il 22 dicembre 1998 in occasione del decimo anniversario della trasmissione satellitare NHK. Il nome "Domo" è stato adottato durante il secondo episodio del suo spettacolo, durante il quale l'annunciatore televisivo ha affermato «dōmo, konnichiwa» (どーも, こんにちは?), che si può tradurre contemporaneamente in «bene, ciao!», così come in «ciao, Domo». Il "kun" di "Domo-kun" è un suffisso onorifico giapponese usato spesso con i giovani maschi. La notorietà di Domo-kun all'infuori del Giappone è stata attribuita a un meme di Internet che raffigura il personaggio intento a inseguire un gattino a fianco della scritta "Every time you masturbate... God kills a kitten..." ("Ogni volta che ti masturbi ... Dio uccide un gattino...").

## Aspetto fisico e personalità
Domo-kun è un grottesco mostro marrone, peloso e oviparo, con una bocca enorme che tiene sempre aperta e dalla quale si notano i grandi denti affilati. Ha due occhi neri, due braccia sottili e si erge su due gambe. È alto 120 centimetri e pesa 85 chilogrammi. Il suo cibo preferito è il nikujaga, uno spezzatino di carne e patate giapponese, e detesta le mele. Adora il rock 'n' roll e ha l'abitudine di guardare troppa televisione. Domo-kun tende a emanare delle flatulenze quando è nervoso o sconvolto.

## Nei media

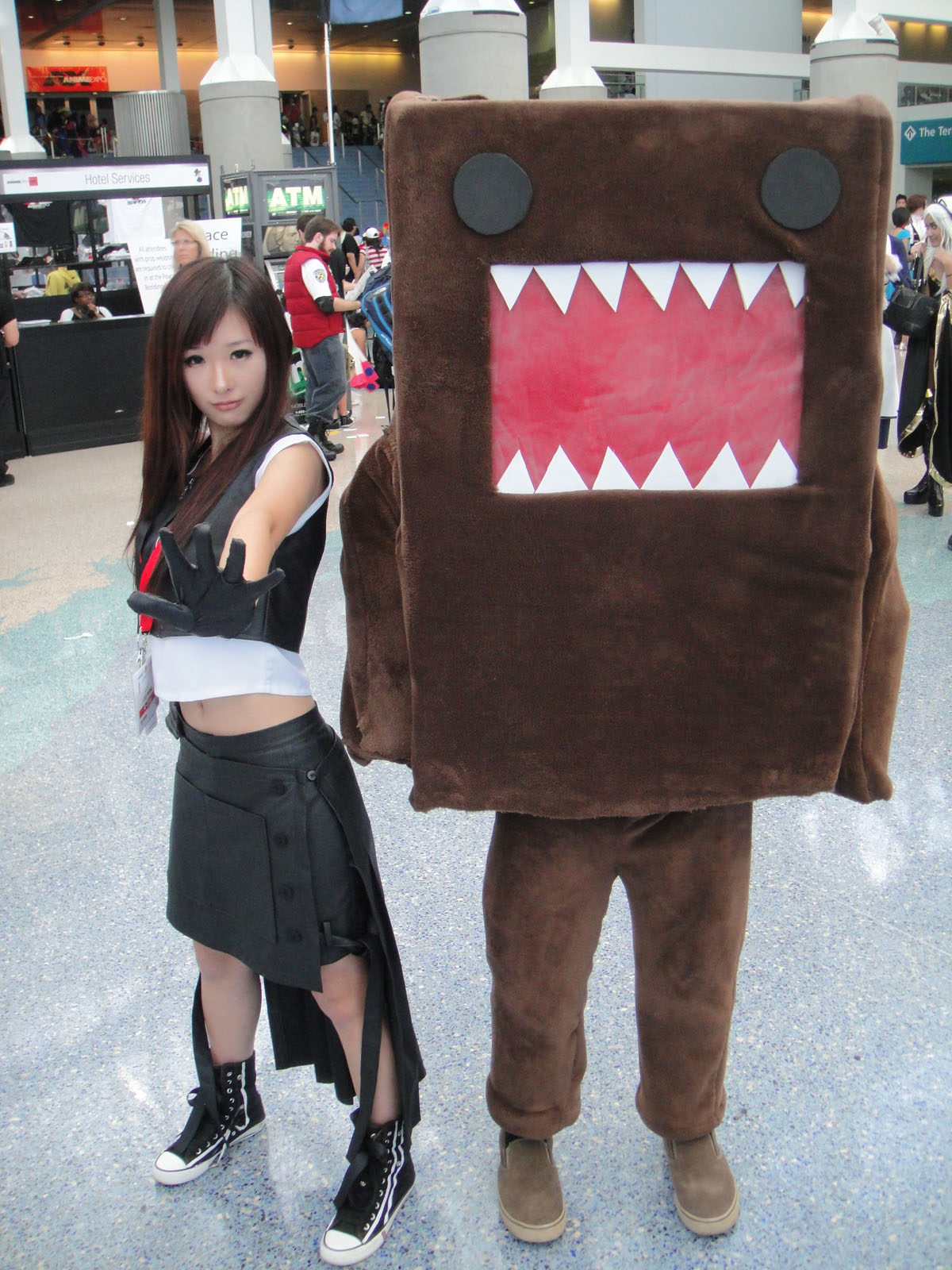
Cosplay di Domo-kun

### Televisione
Oltre ad essere apparso in molte strisce interstiziali di 30 secondi di varie emittenti televisive, Domo-kun viene ricordato per essere stato il personaggio principale di Domo TV, serie televisiva co-prodotta da Nickelodeon e dalla NHK nel 2008. Durante l'anno seguente, la Nickelodeon ha trasmesso una serie di pubblicità della 7-Eleven con protagonista il noto mostro.

### Fumetti
Tokyopop ha pubblicato un manga originale in lingua inglese basato sul personaggio intitolato Domo: the manga, distribuito negli USA ed in Canada e scritto da Clint Bickham.

### Musica
Nel 2015 è stata pubblicata online una raccolta di brani chiptune ispirati a Domo-kun intitolata Domo Loves Chiptune, con brani di Anamanaguchi e Disasterpeace. Verso la fine dello stesso anno è uscita anche una raccolta natalizia intitolata Domo Loves Christmas.

### Videogiochi
Domo-Kun è presente in 5 videogiochi per Nintendo DSi, ovvero Crash-Course Domo, Hard-Hat Domo, Rock-n-Roll Domo, Pro-Putt Domo e White-Water Domo, tutti usciti nel 2009. Appare anche in Domo-kun no Fushigi Terebi (2002) per Game Boy Advance e nel social game di Facebook Planet Domo (2011).